# چوب‌زرد آمریکایی
چوب‌زرد آمریکایی (نام علمی: Cladrastis kentukea) نام یک گونه از زیرخانواده باقالی‌ها است.